# Nansenia ardesiaca
Nansenia ardesiaca är en fiskart som beskrevs av Jordan och Thompson, 1914. Nansenia ardesiaca ingår i släktet Nansenia och familjen Microstomatidae. Inga underarter finns listade i Catalogue of Life.